# Paul May
Paul May, nato Paul Ostermayr (Monaco di Baviera, 8 maggio 1909 – Taufkirchen, 25 febbraio 1976), è stato un regista, sceneggiatore e produttore cinematografico tedesco.
Iniziò la sua carriera cinematografica come montatore, diventando in seguito assistente per poi passare alla regia e alla produzione.

## Biografia
Nato nel 1909 a Monaco, Paul Ostermayr era figlio di Olga Wernhard e del produttore cinematografico Peter Ostermayr. Dopo essersi laureato, cominciò a frequentare il mondo del cinema, frequentando la scuola di stato di fotografia e iniziando a lavorare in un laboratorio. Prima montatore, poi, nel 1935, assistente alla regia, girò un solo film con il nome Ostermayr. Per non generare confusione, decise di cambiarlo e di prendere quello di Paul May. Il suo successo come regista arrivò solo dopo la seconda guerra mondiale.
Dal 1964, May lavorò quasi esclusivamente per la televisione.

### Vita privata
May si sposò due volte. La prima con l'attrice Annelies Reinhold, la seconda con la sceneggiatrice Ille Gotthelft.
Morì il 25 febbraio 1976 a sessantasei anni. È sepolto nel Waldfriedhof di Monaco di Baviera.

## Filmografia

### Regista
- Zwei Menschen (1952)
- 08/15 (1954)
- Safari nei tropici (Flucht in die Tropennacht) (1957)
- Via Mala (1961)
- La Signorina Miliardo (Freddy und der Millionär) (1961)

### Assistente alla regia
- Wenn am Sonntagabend die Dorfmusik spielt, regia di Charles Klein (1933)
- Schloß Hubertus, regia di Hans Deppe (1934)
- Ferien vom Ich, regia di Hans Deppe (1934)
- Anschlag auf Schweda, regia di Karl Heinz Martin (1935)
- Standschütze Bruggler, regia di Werner Klingler (1936)
- Der Jäger von Fall, regia di Hans Deppe (1936)
- Das schöne Fräulein Schragg, regia di Hans Deppe (1937)
- Das Schweigen im Walde, regia di Hans Deppe (1937)
- Zweimal zwei im Himmelbett, regia di Hans Deppe e Paul May (1937)
- Gewitter im Mai, regia di Hans Deppe (1938)

### Montatore
- I cadetti di Smolenko (Kadetten), regia di George Jacoby (1931)
- La sposa venduta (Die verkaufte Braut), regia di Max Ophüls (1932)
- Wenn am Sonntagabend die Dorfmusik spielt, regia di Charles Klein (1933)
- Ferien vom Ich, regia di Hans Deppe (1934)
- Das schöne Fräulein Schragg, regia di Hans Deppe (1937)
- Felicità perduta (Dreiklang), regia di Hans Hinrich (1938)
- Gewitter im Mai, regia di Hans Deppe (1938)